# Fernando Matos Silva
Pour les articles homonymes, voir Matos.
Fernando Matos Silva est un réalisateur, scénariste, producteur et monteur portugais né le 22 mai 1940 à Vila Vicosa au Portugal.

## Biographie
Réalisateur, il a fréquenté la London Film School dans les années 1960. Elle signe en 1973 The Evil One , un long métrage totalement interdit par la censure, jusqu'au 25 avril 1974, date à laquelle elle se voit décerner le prix Cinema Press Prize (1974). The Flying Trapeze Boy (2002) est son dernier film.

## Filmographie
Réalisateur
- 1968 : Por um Fio
- 1974 : O Mal-Amado
- 1977 : Argozelo
- 1978 : O Meu Nome E...
- 1980 : Acto dos Feitos da Guiné
- 1984 : Guerra de Mirandum
- 1988 : Cinemagazine (TV)
- 1989 : Le Masque (TV)
- 1995 : Ao Sul
- 1997 : Especial Cannes: 50 Anos de Festival (TV)
- 1998 : Leitão de Barros - O Senhor Impaciente
- 1998 : João Cutileiro - E Neste Nada Cabe Tudo (TV)
- 1999 : A Luz Submersa
- 2000 : Estreia do Guadiana
- 2002 : O Rapaz do Trapezio Voador

Scénariste
- 1974 : O Mal-Amado
- 1978 : E Meu Nome
- 1980 : Acto dos Feitos da Guiné
- 1981 : Antes a Sorte Que Tal Morte
- 1984 : Guerra de Mirandum
- 1988 : Cinemagazine (TV)
- 1995 : Ao Sul
- 1998 : Leitão de Barros - O Senhor Impaciente
- 1999 : A Luz Submersa
- 2002 : O Rapaz do Trapezio Voador

Producteur
- 1981 : Antes a Sorte Que Tal Morte
- 1988 : Cinemagazine (TV)
- 1988 : Matar Saudades
- 1999 : A Luz Submersa

Monteur
- 1974 : O Mal-Amado
- 1978 : O Meu Nome E...
- 1984 : Guerra de Mirandum

## Récompenses
- 1974 : Prix de l'Interfilm Award au Mannheim-Heidelberg International Filmfestival pour O Mal-Amado
- 2003 : Nommé au Golden Dolphin au Festróia - Tróia International Film Festival pour O Rapaz do Trapezio Voador